# Cleora maculata
Cleora maculata là một loài bướm đêm trong họ Geometridae.